# Corte de' Frati
Corte de' Frati est une commune italienne de la province de Crémone, dans la région Lombardie.

## Administration
| Période                                  | Période   | Identité          | Étiquette     | Qualité |
| ---------------------------------------- | --------- | ----------------- | ------------- | ------- |
| 2020                                     | au bureau | Giuseppe Rossetti | Liste civique | Maire   |
| Les données manquantes sont à compléter. |           |                   |               |         |

### Communes limitrophes
Alfianello, Grontardo, Persico Dosimo, Pontevico, Pozzaglio ed Uniti, Robecco d'Oglio, Scandolara Ripa d'Oglio